# Rainer Srodecki
Rainer Srodecki (* 20. Juli 1956) ist ein ehemaliger deutscher Fußballspieler. Für die BSG Chemie Leipzig und Chemie Böhlen spielte er zwischen 1975 und 1983 in der DDR-Oberliga, der höchsten Spielklasse im DDR-Fußball.

## Sportliche Laufbahn
Als 18-Jähriger machte sich Rainer Srodecki in der Saison 1974/75 als erfolgreicher Torschütze (9) in der drittklassigen Bezirksligamannschaft von Chemie Leipzig II auf sich aufmerksam. Es reichte jedoch nicht, um in das Aufgebot der 1. Mannschaft aufzurücken, die als Oberligaaufsteiger in die Saison 1975/76 ging. Trotzdem kam Srodecki in der Hinrunde zu sechs Oberligaeinsätzen, bei denen er als Stürmer aufgeboten wurde. Bis zum April 1976 war er weiterhin Stammspieler bei Chemie II, bis er im Mai zu einem 18-monatigen Wehrdienst in der Nationalen Volksarmee einberufen wurde.
Nach der Entlassung aus der Armee schloss sich Srodecki im November 1977 dem Oberligaaufsteiger Chemie Böhlen an. Dort kam er nicht über den Status eines Ersatzspielers hinaus, bei seinen neun Oberligaeinsätzen stand er nur einmal in der Startelf. Für die Saison 1978/79 rückte Srodecki offiziell in die Oberligamannschaft auf, kam dort aber erst in der Rückrunde regelmäßig zum Einsatz. Er wurde insgesamt in 17 Punktspielen im Angriff aufgeboten, konnte aber kein Tor erzielen. Anschließend geriet Srodecki mit Chemie Böhlen in ein Auf und Ab zwischen Oberliga und DDR-Liga. Am Ende der Spielzeit stieg Böhlen aus der Oberliga ab, danach wieder auf. Nach einem Jahr erfolgten der erneute Abstieg und die umgehende Rückkehr in die Oberliga. Während dieser Zeit entwickelte sich Srodecki zum Stammspieler und fehlte in den vier Spielzeiten zwischen 1979 und 1983 bei nur sechs Punktspielen. In den Aufstiegsrunden 1980 und 1982 bestritt er jeweils alle acht Spiele. Von der Saison 1979/80 an erzielte er auch regelmäßig Tore, wobei er 1981/82 in der DDR-Liga mit neun Treffern plus zwei Toren in den Aufstiegsspielen am erfolgreichsten war.
Nachdem Srodecki 1983 zum dritten Mal mit Chemie Böhlen aus der Oberliga abgestiegen war, schloss er sich zur Saison 1983/84 dem DDR-Ligisten Chemie Markkleeberg an. Dort spielte er weiter als Stürmer, kam aber nur noch in seiner ersten Saison auf vier Treffer. 1984/85 wurde die DDR-Liga von fünf auf zwei Staffeln reduziert, und es mussten jeweils 34 Punktspiele ausgetragen werden. Srodecki kam nur noch auf 19 Einsätze und blieb ohne Torerfolg. Als 29-Jähriger ging er 1985 in seine letzte Spielzeit im Leistungsfußball. Er wurde nur noch in einem Ligaspiel eingesetzt. Nach dem Ende seiner Laufbahn konnte er auf 80 Oberligaspiele (2 Tore), 83 DDR-Liga-Spiele (17 Tore) und 16 Aufstiegsspiele (2 Tore) verweisen.